# ستيف جراند
ستيف جراند (بالإنجليزية: Steve Grand (roboticist))‏ (و. 1958 – م) هو عالِم حاسب آلي من المملكة المتحدة .

## أعمال بارزة
من أهم أعماله:
- Creatures.

## جوائز
حصل على جوائز منها:
- ضابط رتبة الإمبراطورية البريطانية.